# Laniidae
Los alcaudones o verdugos son aves paseriformes que forman la familia Laniidae. Son conocidos por sus hábitos de cazar insectos, pequeñas aves, reptiles o mamíferos y empalar sus cuerpos en tallos espinosos. Esto los ayuda a despedazar la carne en fragmentos más convenientes y además le sirve como despensa, por lo que regresan luego a servirse de las porciones restantes. El pico de un alcaudón típico es ganchudo como el de un ave de presa, lo que refleja su naturaleza depredadora.
Su papel ecológico como depredadores de pequeños animales y su adaptabilidad frente a diferentes condiciones ambientales los hacen importantes en los ecosistemas donde habitan. La mayoría de las especies viven en Eurasia y África, pero hay dos que se reproducen en América del Norte. Los miembros de esta familia no existen en Sudamérica ni en Australia. 
El avión de caza alemán Focke-Wulf Fw 190 es apodado Würger (alcaudón en alemán).

## Taxonomía
La familia Laniidae fue introducida (como la subfamilia Lanidia) en 1815 por el polímata francés Constantine Samuel Rafinesque. El género tipo Lanius' había sido introducido por Carl Linnaeus en 1758.
Tal y como está constituida actualmente, la familia contiene 34 especies en cuatro géneros. Incluye el género Eurocephalus con los dos alcaudones coroniblancos.  Un estudio filogenético molecular publicado en 2023 descubrió que los alcaudones coroniblancos estaban más emparentados con los cuervos de la familia Corvidae que con los Laniidae y los autores propusieron que el género Eurocephalus se trasladara a su propia familia Eurocephalidae. El cladograma siguiente se basa en estos resultados:

| Platylophidae | Platylophus] - alcaudón crestado             |
|               | Platylophus] - alcaudón crestado             |
| Laniidae      | Lanius - alcaudones y fiscales (32 especies) |
|               | Lanius - alcaudones y fiscales (32 especies) |

| (Eurocephalidae) | Eurocephalus - alcaudones coroniblancos (2 especies) |
|                  | Eurocephalus - alcaudones coroniblancos (2 especies) |
| Corvidae         | 24 géneros (135 especies)                            |
|                  | 24 géneros (135 especies)                            |

| Platylophidae | Platylophus] - alcaudón crestado             |
|               | Platylophus] - alcaudón crestado             |
| Laniidae      | Lanius - alcaudones y fiscales (32 especies) |
|               | Lanius - alcaudones y fiscales (32 especies) |

| (Eurocephalidae) | Eurocephalus - alcaudones coroniblancos (2 especies) |
|                  | Eurocephalus - alcaudones coroniblancos (2 especies) |
| Corvidae         | 24 géneros (135 especies)                            |
|                  | 24 géneros (135 especies)                            |

## Características generales
Los alcaudones son aves pequeñas a medianas, generalmente miden entre 15 y 30 centímetros de longitud. Tienen picos robustos y ganchudos, adaptados para desgarrar carne, y patas cortas y fuertes. Son conocidos por su hábito de empalar a sus presas en espinas, alambres u otros puntos afilados.

## Distribución geográfica, migración y hábitat
La mayoría de los alcaudones se distribuyen en Eurasia y África, con solo dos especies en Norteamérica (el alcaudón americano y el alcaudón norteño). No hay miembros de la familia en Sudamérica o Australia, aunque una especie llega a Nueva Guinea. Sus áreas de distribución varían ampliamente, con algunas especies como el alcaudón real que se distribuye por todo el hemisferio norte al alcaudón de São Tomé que vive exclusivamente en la isla del mismo nombre.
Viven en hábitats abiertos, especialmente la estepa o la sabana. Unas pocas especies de alcaudón viven en bosques, acudiendo rara vez a espacios abiertos. Algunas especies crían en latitudes del norte durante el verano, entonces migran a climas más cálidos durante el invierno.

## Comportamiento

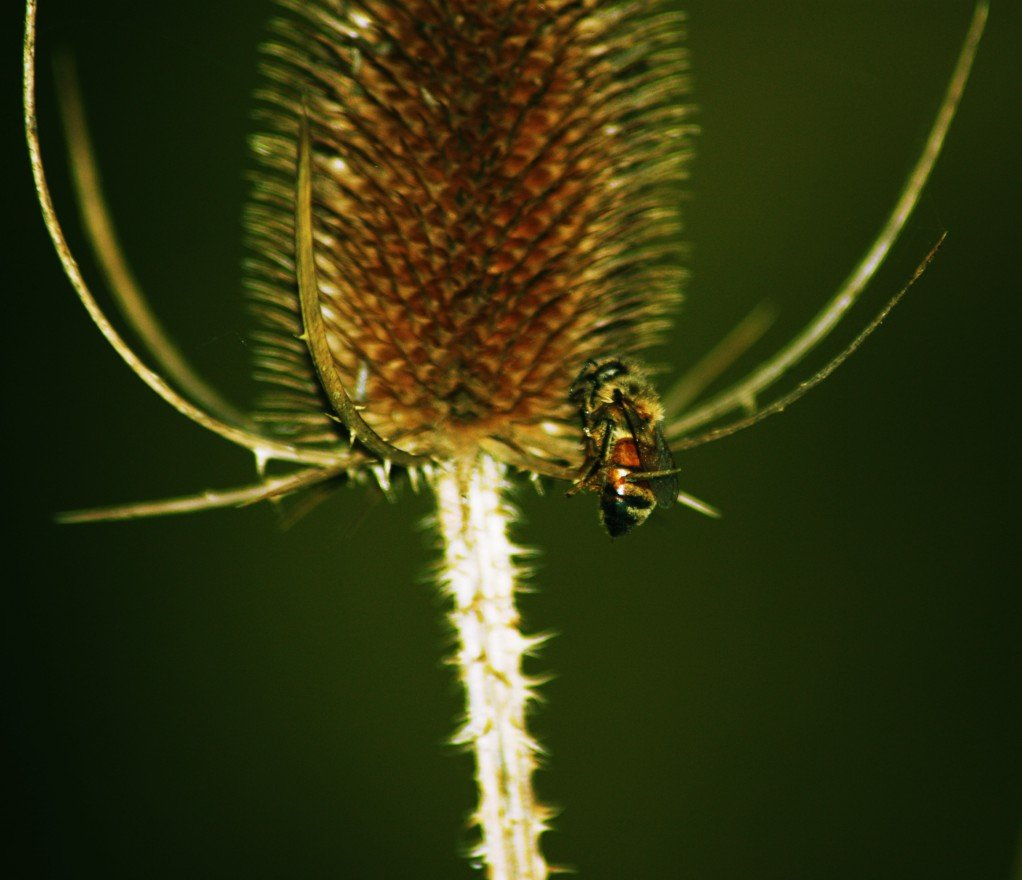
Una abeja probablemente capturada y empalada por un alcaudón en un cardo

Los alcaudones son conocidos por su costumbre de capturar insectos y pequeños vertebrados y empalarlos en espinas. Esto ayuda a desgarrar la carne en trozos más pequeños y sirve para almacenar el alimento para que el ave pueda comérselo más tarde. Este mismo comportamiento sirve como una adaptación a comer saltamontes venenosos. El ave espera uno o dos días para que las toxinas del interior del saltamontes se degraden para así poder comérselo.
Los alcaudones son territoriales, y esos territorios son defendidos ante otras parejas. Cuando hay varias especies de alcaudones, las disputas por el territorio pueden ser intensas.

## Cría
Generalmente los alcaudones son monógamos, aunque se han registrado casos de poliginia. La cría cooperativa, donde las aves más jóvenes ayudan a sus padres a criar a la próxima generación, se ha registrado en ambas especies del género Eurocephalus y Cornivella así como una especie de Lanius. Los machos atraen a las hembras a su territorio con el alimento empalado, que puede incluir objetos de colores brillantes. Durante el cortejo el macho realiza una danza ritual que incluye acciones que imitan el ensartado de la presa en las espinas y alimenta a la hembra. Los alcaudones hacen nidos sencillos con forma de copa con ramitas y hierba, en arbustos y en las ramas bajas de los árboles.

## Lista alfabética de géneros
Según la clasificación de referencia del Congreso Ornitológico Internacional (International Ornithologists' Union):
- género Corvinella Lesson, 1830 (1 especie)
- género Eurocephalus Smith, 1836 (2 especies)
- género Lanius Linnaeus, 1758 (29 especies)
- género Urolestes (1 especie)

## Especies

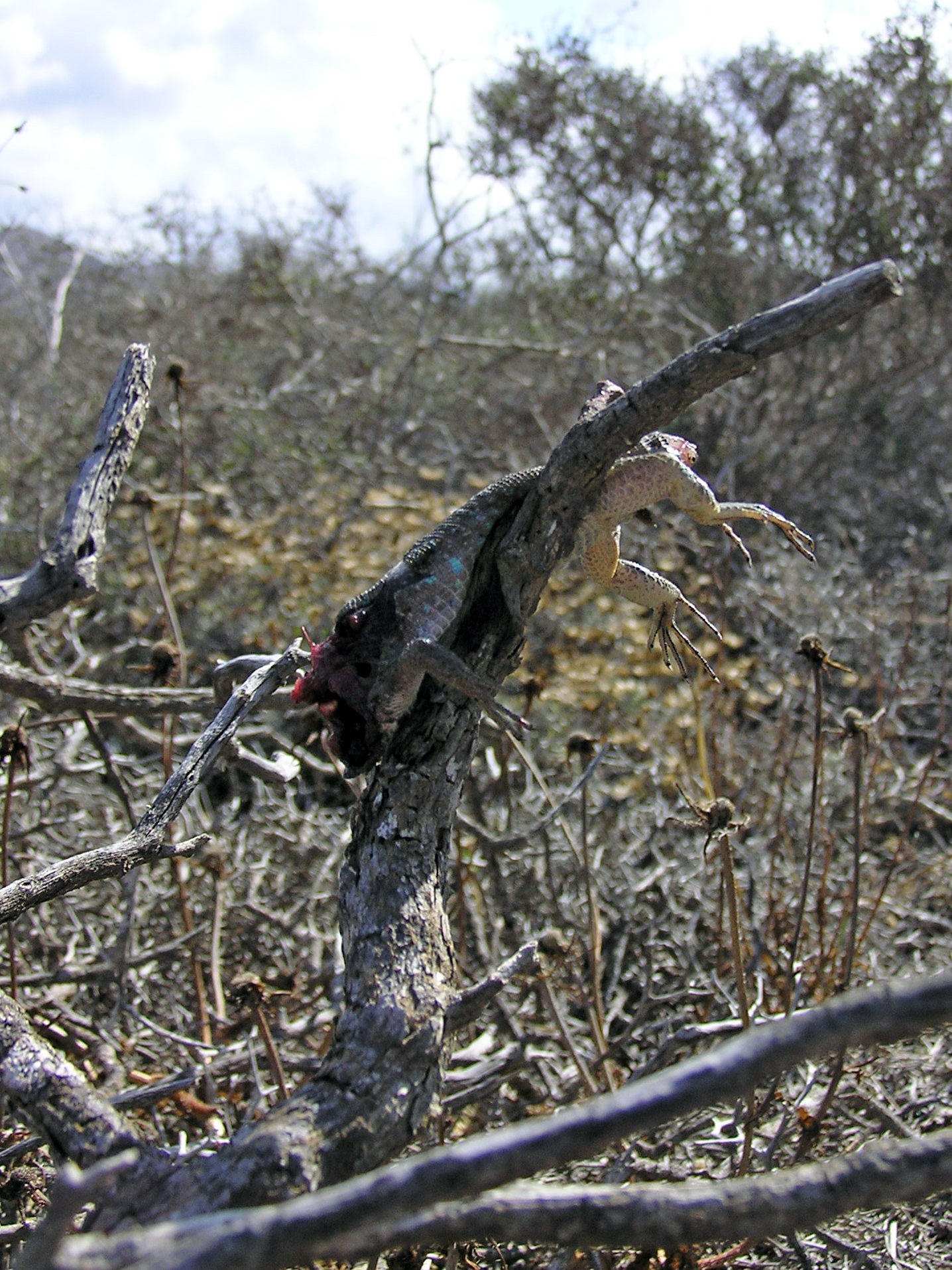
Lagartija empalada en un espina por un alcaudón norteño (Lanius excubitor) en Lanzarote.

- Lanius bucephalus, alcaudón bucéfalo
- Lanius cabanisi, alcaudón colilargo
- Lanius collaris, alcaudón fiscal
- Lanius collurio, alcaudón dorsirrojo
- Lanius collurioides, alcaudón birmano
- Lanius cristatus, alcaudón pardo
- Lanius dorsalis, alcaudón de los Taita
- Lanius excubitor, alcaudón norteño (antes alcaudón real)
- Lanius excubitoroides, alcaudón dorsigrís
- Lanius gubernator, alcaudón de Emin
- Lanius isabellinus, alcaudón Isabel
- Lanius ludovicianus, alcaudón americano
- Lanius mackinnoni, alcaudón de Mackinnon
- Lanius marwitzi, alcaudón tanzano
- Lanius meridionalis, alcaudón real
- Lanius minor, alcaudón chico
- Lanius newtoni, alcaudón de Santo Tomé
- Lanius nubicus, alcaudón núbico
- Lanius schach, alcaudón schach
- Lanius senator, alcaudón común
- Lanius somalicus, alcaudón somalí
- Lanius souzae, alcaudón de Souza
- Lanius sphenocercus, alcaudón chino
- Lanius tephronotus, alcaudón tibetano
- Lanius tigrinus, alcaudón tigre
- Lanius validirostris, alcaudón filipino
- Lanius vittatus, alcaudón dorsicastaño
- Corvinella corvina, alcaudón piquigualdo
- Urolestes melanoleucus, alcaudón pío
- Eurocephalus anguitimens, alcaudón coroniblanco
- Eurocephalus rueppelli, alcaudón culiblanco

Las familias Prionopidae y Malaconotidae tienen relación bastante próxima con Laniidae, y en el pasado sus miembros se incluían en esta familia.

### Subespecies
- -{Corvinella corvina affinis Hartlaub, 1857}-
- -{Corvinella corvina caliginosa Friedmann & Bowen, 1933}-
- -{Corvinella corvina corvina (Shaw, 1809)}-
- -{Corvinella corvina togoensis Neumann, 1900}-
- -{Eurocephalus anguitimens anguitimens A. Smith, 1836}-
- -{Eurocephalus anguitimens niveus Clancey, 1965}-
- -{Lanius bucephalus bucephalus Temminck & Schlegel, 1845}-
- -{Lanius bucephalus sicarius Bangs & J. L. Peters, 1928}-
- -{Lanius collaris aridicolus Clancey, 1955}-
- -{Lanius collaris collaris Linnaeus, 1766}-
- -{Lanius collaris marwitzi Reichenow, 1901}-
- -{Lanius collaris pyrrhostictus Holub & Pelzeln, 1882}-
- -{Lanius collaris subcoronatus A. Smith, 1841}-
- -{Lanius collurio collurio Linnaeus, 1758}-
- -{Lanius collurio kobylini (Buturlin, 1906)}-
- -{Lanius collurioides collurioides Lesson, 1831}-
- -{Lanius collurioides nigricapillus Delacour, 1926}-
- -{Lanius cristatus confusus Stegmann, 1929}-
- -{Lanius cristatus cristatus Linnaeus, 1758}-
- -{Lanius cristatus lucionensis Linnaeus, 1766}-
- -{Lanius cristatus superciliosus Latham, 1802}-
- -{Lanius excubitor bianchii Hartert, 1907}-
- -{Lanius excubitor borealis Vieillot, 1808}-
- -{Lanius excubitor excubitor Linnaeus, 1758}-
- -{Lanius excubitor funereus Menzbier, 1894}-
- -{Lanius excubitor homeyeri Cabanis, 1873}-
- -{Lanius excubitor mollis Eversmann, 1853}-
- -{Lanius excubitor sibiricus Bogdanov, 1881}-
- -{Lanius excubitoroides boehmi Reichenow, 1902}-
- -{Lanius excubitoroides excubitoroides Prevost & Des Murs, 1847}-
- -{Lanius excubitoroides intercedens Neumann, 1905}-
- -{Lanius humeralis capelli (Bocage, 1879)}-
- -{Lanius humeralis humeralis Stanley, 1814}-
- -{Lanius humeralis smithii (Fraser, 1843)}-
- -{Lanius isabellinus arenarius Blyth, 1846}-
- -{Lanius isabellinus isabellinus Hemprich & Ehrenberg, 1833}-
- -{Lanius isabellinus tsaidamensis Stegmann, 1930}-
- -{Lanius ludovicianus anthonyi Mearns, 1898}-
- -{Lanius ludovicianus excubitorides (Swainson, 1832)}-
- -{Lanius ludovicianus grinnelli Oberholser, 1919}-
- -{Lanius ludovicianus ludovicianus Linnaeus, 1766}-
- -{Lanius ludovicianus mearnsi Ridgway, 1903}-
- -{Lanius ludovicianus mexicanus C. L. Brehm, 1854}-
- -{Lanius ludovicianus miamensis Bishop, 1933}-
- -{Lanius ludovicianus migrans W. Palmer, 1898}-
- -{Lanius meridionalis algeriensis Lesson, 1839}-
- -{Lanius meridionalis aucheri Bonaparte, 1853}-
- -{Lanius meridionalis buryi Lorenz von Liburnau, L. & Hellmayr, 1901}-
- -{Lanius meridionalis elegans Swainson, 1832}-
- -{Lanius meridionalis jebelmarrae Lynes, 1923}-
- -{Lanius meridionalis koenigi Hartert, 1901}-
- -{Lanius meridionalis lahtora (Sykes, 1832)}-
- -{Lanius meridionalis leucopygos Hemprich & Ehrenberg, 1833}-
- -{Lanius meridionalis meridionalis Temminck, 1820}-
- -{Lanius meridionalis theresae Meinertzhagen, 1953}-
- -{Lanius meridionalis uncinatus P. L. Sclater & Hartlaub, 1881}-
- -{Lanius schach bentet Horsfield, 1821}-
- -{Lanius schach caniceps Blyth, 1846}-
- -{Lanius schach erythronotus (Vigors, 1831)}-
- -{Lanius schach longicaudatus Ogilvie-Grant, 1902}-
- -{Lanius schach nasutus Scopoli, 1786}-
- -{Lanius schach schach Linnaeus, 1758}-
- -{Lanius schach stresemanni Mertens, 1923}-
- -{Lanius schach suluensis (Mearns, 1905)}-
- -{Lanius schach tricolor Hodgson, 1837}-
- -{Lanius senator badius Hartlaub, 1854}-
- -{Lanius senator niloticus (Bonaparte, 1853)}-
- -{Lanius senator rutilans Temminck, 1839}-
- -{Lanius senator senator Linnaeus, 1758}-
- -{Lanius souzae burigi Chapin, 1950}-
- -{Lanius souzae souzae Bocage, 1878}-
- -{Lanius souzae tacitus Clancey, 1970}-
- -{Lanius sphenocercus giganteus Prjevalsky, 1887}-
- -{Lanius sphenocercus sphenocercus Cabanis, 1873}-
- -{Lanius tephronotus lahulensis Koelz, 1950}-
- -{Lanius tephronotus tephronotus (Vigors, 1831)}-
- -{Lanius validirostris hachisuka Ripley, 1949}-
- -{Lanius validirostris tertius Salomonsen, 1953}-
- -{Lanius validirostris validirostris Ogilvie-Grant, 1894}-
- -{Lanius vittatus nargianus Vaurie, 1955}-
- -{Lanius vittatus vittatus Valenciennes, 1826}-
- -{Urolestes melanoleucus aequatorialis Reichenow, 1887}-
- -{Urolestes melanoleucus expressus (Clancey, 1961)}-
- -{Urolestes melanoleucus melanoleucus (Jardine, 1831)}